# زت
زت (به آلمانی: Seeth) یک شهر در آلمان است که در نوردفرایسلند واقع شده‌است. زت ۷۱۰ نفر جمعیت دارد.